# راب جیمز-کولیر
راب جیمز-کولیر (انگلیسی: Rob James-Collier؛ زادهٔ ۲۳ سپتامبر ۱۹۷۶) هنرپیشه و مدل اهل بریتانیا است. وی از سال ۲۰۰۵ میلادی تا کنون مشغول فعالیت بوده است.
از برنامه‌های تلویزیونی که وی در آن نقش داشته است، می‌توان به دانتون ابی ، افسانه‌های واهی و سرنوشت حماسه وینکس اشاره کرد.